# Lausanne

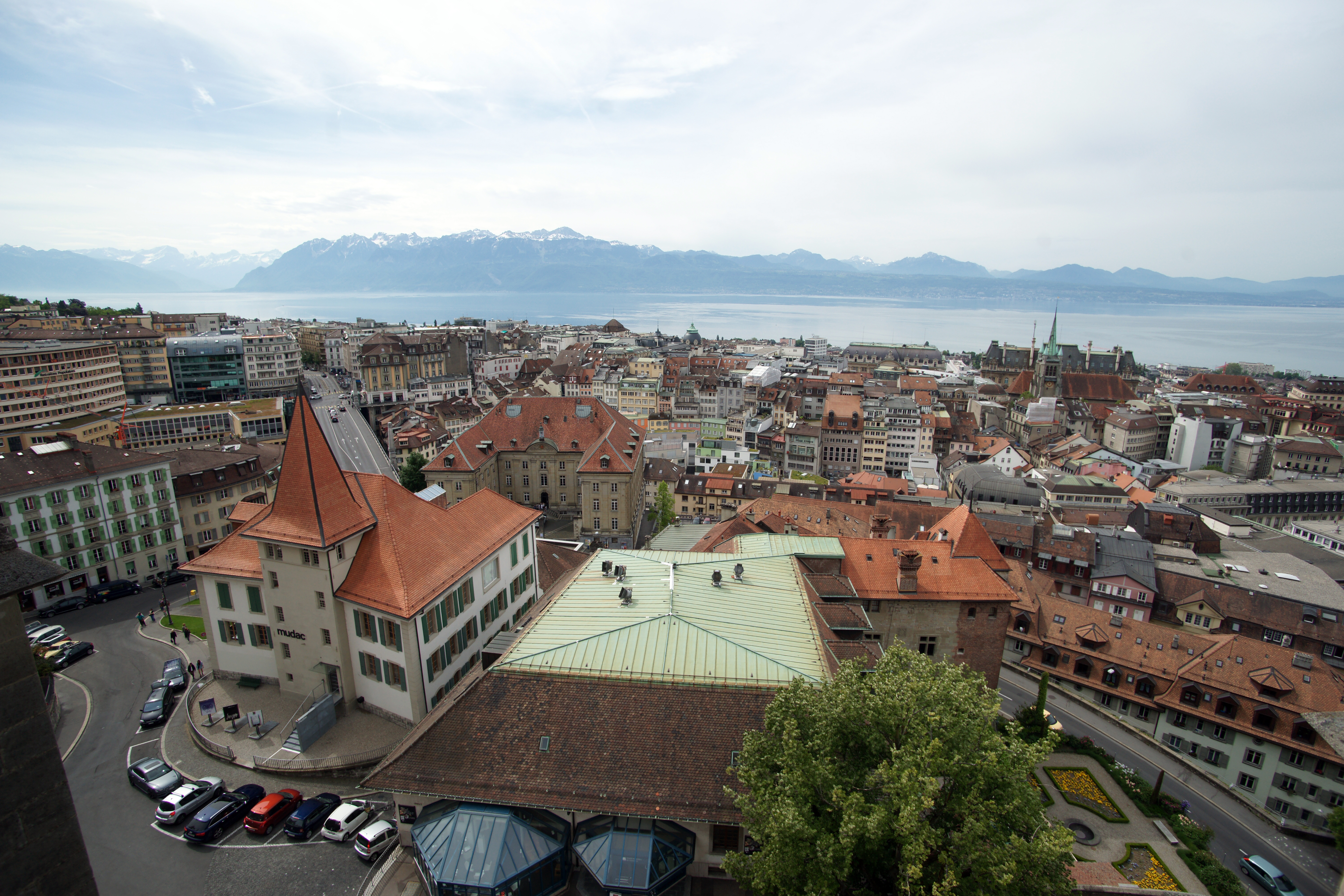
Lausanne, med utsikt över Genèvesjön och Alperna.

Lausanne (franskt uttal: [lɔzan]
 ( lyssna), italienska: Losanna) är en stad och kommun vid Genèvesjön i Schweiz. Den är huvudort i kantonen Vaud och i distriktet Lausanne. Kommunen har 144 160 invånare (2023).
Lausanne är främst franskspråkigt och påverkas mycket av Frankrike på grund av de täta relationerna som grannar.
Lausanne blev biskopssäte redan under 500-talet, och biskopen i Lausanne erhöll 896 och 1011 grevskapsrättigheter inom det burgundiska riket. På 1300-talet inleddes en nedgång för staden. Biskopssätet avskaffades med reformationens införande 1536 i stället inrättades 1537 en akademi, som 1890 ombildades till Universitet. Lausanne har även varit säte för en rad fredskonferenser. I Ouchy utanför Lausanne undertecknades fredsfördraget mellan Italien och Turkiet efter Tripoliskriget 1912. Freden i Lausanne efter Grek-turkiska kriget slöts även 23 augusti 1923. 1927 hölls den kyrkliga världskonferensen i Lausanne och vid konferensen i Lausanne 16 juni - 8 juli 1932 beslutades om att de tyska skadeståndsbetalningarna efter första världskriget skulle upphöra mot en tysk slutlikvid på 3 miljarder mark.
Bland stadens byggnader märks katedralen, en nu protestantisk byggnad i gotisk stil, invigd 1275. Det forna biskopsslottet intill, även det uppfört under 1200-talet, är senare ombyggt till säte för kantonsstyrelsen. Berömd är även den storslagna granitviadukten Grand Pont över floden Flons som förenar stadsdelarna Saint François och Saint Laurent.
Här ligger Internationella Olympiska Kommitténs högkvarter. En populär turistattraktion är Olympiska spelens museum nere vid Genèvesjön. Här finns en rad saker för den sportintresserade att beskåda, exempelvis Carl Lewis guldskor och facklan från Olympiaden i Berlin 1936. Annars är populära turistattraktioner båtturer på Genèvesjön, Lausannes katedral eller konstmuseet Collection de l’Art Brut.

## Utbildning
I Lausanne finns flera välkända utbildningsanstalter, exempelvis
- Université de Lausanne (UNIL)
- École polytechnique fédérale de Lausanne (EPFL)

## Kända personer från Lausanne
- Achilles Renaud, jurist
- Stan Wawrinka, tennisspelare